# Go! Go! Loser Ranger!
Go! Go! Loser Ranger! (jap. 戦隊大失格 Sentai daishikkaku) – manga autorstwa Negiego Haruby, publikowana na łamach magazynu „Shūkan Shōnen Magazine” wydawnictwa Kōdansha od lutego 2021. W Polsce manga wydawana jest nakładem wydawnictwa Waneko.
Na jej podstawie studio Yostar Pictures wyprodukowało serial anime, który emitowano od kwietnia do czerwca 2024. Drugi sezon był emitowany od kwietnia do lipca 2025.

## Fabuła
Trzynaście lat temu złowroga armia zła próbowała najechać Ziemię, jednakże na jej drodze stanęła drużyna Super Sentai znana jako Smoczy Wartownicy. W przeciągu roku armia została pokonana, wszyscy dowódcy wyeliminowani, a niedobitki – niemal nieśmiertelni Pyłowcy – zmuszeni do odgrywania swojej klęski w cotygodniowych spektaklach ku uciesze publiczności. Zmęczony tą farsą i zdając sobie sprawę, że to niewiele więcej niż niewolnictwo, Wojownik D buntuje się i postanawia pokonać Smoczych Wartowników, infiltrując ich organizację.

## Bohaterowie

### Główni
- Wojownik D (jap. 戦闘員D Sentōin D)

Seiyū: Yūsuke Kobayashi 
- Hibiki Sakurama (jap. 桜間 日々輝 Sakurama Hibiki)

Seiyū: Daishi Kajita 
- Yumeko Suzukiri (jap. 錫切 夢子 Suzukiri Yumeko)

Seiyū: Yumika Yano 

### Smoczy Wartownicy
- Sosei Akabane (jap. 赤刎 創星 Akabane Sōsei) / Czerwony Wartownik (jap. レッドキーパー Reddo Kīpā)

Seiyū: Yūichi Nakamura 
- Shōgo Aoshima (jap. 靑嶋 庄吾 Aoshima Shōgo) / Błękitny Wartownik (jap. ブルー キーパー Burū Kīpā)

Seiyū: Go Inoue 
- Shinya Kiritani (jap. 黄理谷 真夜 Kiritani Shinya) / Żółty Wartownik (jap. イエロー キーパー Ierō Kīpā)

Seiyū: Kenshō Ono 
- Chidori (jap. 千鳥) / Zielony Wartownik (jap. グリーンキーパー Gurīn Kīpā)

Seiyū: Kōsuke Toriumi 
- Sesera Sakurama (jap. 桜間 世々良 Sakurama Sesera) / Różowa Wartowniczka (jap. ピンクキーパー Pinku Kīpā)

Seiyū: Mao Ichimichi 

## Produkcja
27 października 2020 Negi Haruba rozpoczął nabór na stałych stałych asystentów do swojej nadchodzącej serii. 23 grudnia 2020 ogłosił, że manga, zatytułowana Go! Go! Loser Ranger!, rozpocznie serializację 3 lutego 2021.

## Manga
Pierwszy rozdział mangi został opublikowany 3 lutego 2021 w magazynie „Shūkan Shōnen Magazine”. Następnie wydawnictwo Kōdansha rozpoczęło zbieranie rozdziałów do wydań w formacie tankōbon, których pierwszy tom ukazał się 16 kwietnia tego samego roku. Według stanu na 16 kwietnia 2025, do tej pory wydano 18 tomów.
W Polsce licencję na wydawanie mangi zakupiło wydawnictwo Waneko.
| Nr | Język japoński       | Język japoński         | Język polski        | Język polski           |
| Nr | Data wydania         | ISBN                   | Data wydania        | ISBN                   |
| -- | -------------------- | ---------------------- | ------------------- | ---------------------- |
| 1  | 16 kwietnia 2021     | ISBN 978-4-06-522984-2 | 12 czerwca 2025     | ISBN 978-83-8389-188-0 |
| 2  | 17 czerwca 2021      | ISBN 978-4-06-523575-1 | 8 sierpnia 2025     | ISBN 978-83-8389-189-7 |
| 3  | 17 września 2021     | ISBN 978-4-06-524852-2 | 9 października 2025 |                        |
| 4  | 17 lutego 2022       | ISBN 978-4-06-525997-9 | 9 grudnia 2025      |                        |
| 5  | 15 kwietnia 2022     | ISBN 978-4-06-527529-0 | —                   |                        |
| 6  | 15 lipca 2022        | ISBN 978-4-06-528429-2 | —                   |                        |
| 7  | 17 października 2022 | ISBN 978-4-06-529432-1 | —                   |                        |
| 8  | 16 grudnia 2022      | ISBN 978-4-06-529941-8 | —                   |                        |
| 9  | 16 marca 2023        | ISBN 978-4-06-530920-9 | —                   |                        |
| 10 | 15 czerwca 2023      | ISBN 978-4-06-531890-4 | —                   |                        |
| 11 | 14 września 2023     | ISBN 978-4-06-532887-3 | —                   |                        |
| 12 | 16 listopada 2023    | ISBN 978-4-06-533515-4 | —                   |                        |
| 13 | 16 lutego 2024       | ISBN 978-4-06-534553-5 | —                   |                        |
| 14 | 16 maja 2024         | ISBN 978-4-06-535511-4 | —                   |                        |
| 15 | 17 lipca 2024        | ISBN 978-4-06-536156-6 | —                   |                        |
| 16 | 17 października 2024 | ISBN 978-4-06-537051-3 | —                   |                        |
| 17 | 17 stycznia 2025     | ISBN 978-4-06-538056-7 | —                   |                        |
| 18 | 16 kwietnia 2025     | ISBN 978-4-06-539044-3 | —                   |                        |

## Anime
Adaptację w formie telewizyjnego serialu anime zapowiedziano 6 grudnia 2022. Seria została wyprodukowana przez studio Yostar Pictures i wyreżyserowana przez Keiichiego Sato. Scenariusz napisał Keiichirō Ōchi, postacie zaprojektowała Kahoko Koseki, a kierownikiem animacji został Kenji Hayama. Serial był emitowany od 7 kwietnia do 30 czerwca 2024 w TBS i innych stacjach. Motywem otwierającym jest „Jikai yokoku” (jap. 次回予告) w wykonaniu Tatsuyi Kitaniego, natomiast końcowym „Seikai wa iranai” (jap. 正解はいらない) autorstwa Nanawo Akari. Prawa do streamingu serialu na całym świecie posiada Disney+.
Po wyemitowaniu ostatniego odcinka ogłoszono powstanie sezonu drugiego. Emisja rozpoczęła się 13 kwietnia i zakończyła 29 czerwca 2025. Motyw otwierający, „Maji de sekai kaechau 5-byō mae” (jap. マジで世界変えちゃう5秒前), wykonuje zespół Orange Range, natomiast za motyw końcowy, „Seigi” (jap. 正偽) odpowiada Fukurow note.

### Lista odcinków

#### Sezon 1 (2024)
| №  | #  | Tytuł | Reżyseria                              | Scenariusz       | Premiera         |
| -- | -- | --- | -------------------------------------- | ---------------- | ---------------- |
| 1  | 1  | Jesteśmy sprawiedliwością! Smoczy Wartownicy! Oretachi seigi sa! Ryūjin sentai Doragon Kīpā! (俺たち正義さ！竜神戦隊ドラゴンキーパー！) | Takahiro Kaneko                        | Keiichirō Ōchi   | 7 kwietnia 2024  |
| 2  | 2  | Dalej, Wojowniku D! Susume! Sentōin D! (進め！戦闘員Ｄ！)                                                                               | Fukutarō Takahashi                     | Keiichirō Ōchi   | 14 kwietnia 2024 |
| 3  | 3  | Nasze zło pewnego dnia rozkwitnie. Itsuka, aku no hana wa saku darou (いつか、悪の花は咲くだろう)                                       | Yasunori Gotō                          | Keiichirō Ōchi   | 21 kwietnia 2024 |
| 4  | 4  | Żołnierz z miłością, Hibiki! Ai no sorujā Hibiki! (愛のソルジャー日々輝!)                                                               | Takashi Igari                          | Naruhisa Arakawa | 28 kwietnia 2024 |
| 5  | 5  | Wojownik D w „Straży” Ima, taisen sai no naka de (いま、大戦際のなかで)                                                                 | Takahiro Kaneko                        | Keiichirō Ōchi   | 12 maja 2024     |
| 6  | 6  | 1 plus 2 to... Zagrożenie! Ichi tasu ni tasu sanzanda! (1たす2たす散々だ!)                                                              | Fukutarō Takahashi                     | Sayaka Harada    | 19 maja 2024     |
| 7  | 7  | Zygzakowata droga do egzaminu końcowego! Jiguzagu saishū shiken rōdo! (ジグザグ最終試験ロード!)                                         | Ayumu Ono                              | Keiichirō Ōchi   | 26 maja 2024     |
| 8  | 8  | Głośniej, kadeci! Kunren-sei, hoero! (訓練生、吼えろ!)                                                                                  | Takahiro Kaneko, Tatsuya Nokimori      | Naruhisa Arakawa | 2 czerwca 2024   |
| 9  | 9  | Walka! Do boju! Wojownik D! Batoru! Fībā! D! (バトル! フィーバー! D!)                                                                   | Hiroshi Takeuchi                       | Keiichirō Ōchi   | 9 czerwca 2024   |
| 10 | 10 | Czas na Błękitnego Wartownika! Zenryoku zenkai! Burū Kīpā! (全力全開! ブルーキーパー!)                                                  | Kazuki Yokouchi                        | Sayaka Harada    | 16 czerwca 2024  |
| 11 | 11 | Na drodze ku sprawiedliwości! Chōsensha ON THE ROAD! (挑戦者 ON THE ROAD!)                                                              | Shigatsu Yoshikawa, Fukutarō Takahashi | Naruhisa Arakawa | 23 czerwca 2024  |
| 12 | 12 | Nie poddawaj się, Wojowniku D! Never Stop D!                                                                                            | Takashi Igari, Takahiro Kaneko         | Keiichirō Ōchi   | 30 czerwca 2024  |

#### Sezon 2 (2025)
| №  | #  | Tytuł | Reżyseria                                          | Scenariusz       | Premiera         |
| -- | -- | --- | -------------------------------------------------- | ---------------- | ---------------- |
| 13 | 1  | Patrzcie! Smoczy Strażnicy! Miyo! Doragon Kīpā! (見よ！ドラゴンキーパー！)                                             | Shigatsu Yoshikawa                                 | Keiichirō Ōchi   | 13 kwietnia 2025 |
| 14 | 2  | Dla tej szkoły, dla tej chwili Kono gakuen o kono toki o (この学園をこの時を)                                          | Yūsuke Nakagama                                    | Keiichirō Ōchi   | 20 kwietnia 2025 |
| 15 | 3  | Utracone wspomnienia Chigireta kioku (ちぎれた記憶)                                                                    | Takahiro Kaneko                                    | Keiichirō Ōchi   | 27 kwietnia 2025 |
| 16 | 4  | Spełnijcie nasze życzenia, Strażnicy Yume o kanaete dai sentai (夢をかなえて大戦隊)                                    | Fukutarō Takahashi                                 | Naruhisa Arakawa | 4 maja 2025      |
| 17 | 5  | Przybycie Zielonej mocy Maji Tsuyo Gurīn kōrin ~ Maji Tsuyo fōsu ~ (グリーン降臨 ~マジ強フォース~)                     | Yūsuke Nakagama                                    | Sayaka Harada    | 11 maja 2025     |
| 18 | 6  | Zagubieni w dezorientacji… Poważnie Gorimuchū shinken ka...... (五里霧中 真剣か......)                                 | Shigatsu Yoshikawa                                 | Keiichirō Ōchi   | 18 maja 2025     |
| 19 | 7  | Jesteśmy Organizacją Ochrony Potworów We are the KHK ~ Warera kaijin hogo kyōkai ~ (We are the KHK ~我ら怪人保護協会~) | Takahiro Kaneko                                    | Sayaka Harada    | 25 maja 2025     |
| 20 | 8  | Dołącz do potworów! Min’na atsumare! Kaijin ja (みんな集まれ! 怪人じゃ)                                                | Fukutarō Takahashi                                 | Naruhisa Arakawa | 1 czerwca 2025   |
| 21 | 9  | Nadchodzi Wojownik D! Sentōin D sanjō! (戦闘員D参上!)                                                                  | Shōji Ikeno                                        | Keiichirō Ōchi   | 8 czerwca 2025   |
| 22 | 10 | Wyjątkowa więź Hibikiego i Sesery Kizuna ~ Hibiki to Sesera ~ (キズナ ~日々輝と世々良~)                                | Yūsuke Nakagama, Shigatsu Yoshikawa                | Naruhisa Arakawa | 15 czerwca 2025  |
| 23 | 11 | Smoczy Wartownicy kontra Deathmecia Doragon Kīpā VS Desumeshia (ドラゴンキーパーVSデスメシア)                          | Keisuke Nishijima                                  | Keiichirō Ōchi   | 22 czerwca 2025  |
| 24 | 12 | Niepowtarzalny Wojownik D D koso onrīwan (Dこそオンリーワン)                                                           | Fukutarō Takahashi, Takashi Igari, Takahiro Kaneko | Keiichirō Ōchi   | 29 czerwca 2025  |

## Odbiór
Do października 2023 manga rozeszła się w nakładzie 20 milionów egzemplarzy. W czerwcu 2021 seria została nominowana do 7. edycji Next Manga Award w kategorii najlepsza manga drukowana.